# Балка Корячкова
Балка Корячкова, Киричків яр (рос. Ов. Киречков) — балка (річка) в Україні у Кремінському районі Луганської області. Ліва притока річки Красна (басейн Азовського моря).

## Опис
Довжина річки приблизно 6,71 км, найкоротша відстань між витоком і гирлом — 6,03 км, коефіцієнт звивистості річки — 1,11. Формується декількома безіменними струмками та загатами. У верхів'ї балка частково пересихає.

## Розташування
Бере початок на південно-західній стороні від села Іванівка. Тече переважно на південний захід і на північно-західній околиці села Новоолександрівка впадає в річку Красну, ліву притоку Сіверського Дінця.

## Цікаві факти
- У селі Новоолександрівка балку перетинає залізниця[3].